# Plainfield (Wisconsin)
Plainfield – miasto w Stanach Zjednoczonych, w stanie Wisconsin, w hrabstwie Waushara.